# Diócesis de Mindat
La diócesis de Mindat (en latín: Dioecesis Mindatina) es una circunscripción eclesiástica de la Iglesia católica en Birmania. Se trata de una diócesis latina, sufragánea de la arquidiócesis de Mandalay. Desde el 25 de enero de 2025 su obispo electo (en espera de la inauguración de la diócesis) es Augustine Thang Zawm Hung.

## Territorio y organización
La diócesis tiene 17 156 km² y extiende su jurisdicción sobre los fieles católicos de rito latino residentes en parte del distrito de Mindat del estado Chin y en parte de la región de Magway.
La sede de la diócesis se encuentra en la ciudad de Mindat, en donde se halla la Catedral del Sagrado Corazón de Jesús.
En 2025 en la diócesis existían 23 parroquias.

## Historia
La diócesis fue erigida el 25 de enero de 2025 por el papa Francisco, obteniendo el territorio de la diócesis de Hakha.

## Estadísticas
Según el Boletín diario de la Santa Sede de 25 de enero de 2025 la diócesis tenía al momento de su erección un total de 14 394 fieles bautizados, 40 seminaristas menores y 7 mayores, 3 congregaciones religiosas, 8 comunidades religiosas, 79 catequistas y 281 catecúmenos.
| Año                                                                                          | Población            | Población | Población      | Sacerdotes | Sacerdotes    | Sacerdotes    | Bautizados por sacerdote | Diáconos permanentes | Religiosos | Religiosos | Parroquias |
| Año                                                                                          | Bautizados católicos | Total     | % de católicos | Total      | Clero secular | Clero regular | Bautizados por sacerdote | Diáconos permanentes | Varones    | Mujeres    | Parroquias |
| -------------------------------------------------------------------------------------------- | -------------------- | --------- | -------------- | ---------- | ------------- | ------------- | ------------------------ | -------------------- | ---------- | ---------- | ---------- |
| 2025                                                                                         | 14 394               | 358 866   | 4.0            | 48         | 48            |               | 299                      |                      | 3          | 21         | 23         |
| Fuente: Catholic-Hierarchy, que a su vez toma los datos del Boletín diario de la Santa Sede. |                      |           |                |            |               |               |                          |                      |            |            |            |

## Episcopologio
- Augustine Thang Zawm Hung, desde el 25 de enero de 2025